# Лащенко Митрофан Олексійович
Митрофан Олексійович Лащенко (1832—1903) — український громадсько-культурний діяч. Батько В'ячеслава та Ростислава, дід Галини й Олега Лащенків.
Був першим помічником попечителя Єлисаветградського безкоштовного ремісничо-грамотного училища (засн. у 1867 р.) М. Ф. Федоровського, а після від'їзду останнього до Києва, у 1876 р. обраний попечителем цього навчального закладу. Також Митрофан Олексійович був першим духівником Свято-Єлисаветинської общини сестер милосердя.
Був інспектором Єлисаветградського духовного училища, згодом — у Херсоні. Поширював національну освіту й культуру серед інтелігенції. У 1870-х pp. очолив Єлисаветградське товариство поширення грамотності та ремесел, до якого належали представники духовенства, станової еліти та прогресивної інтелігенції Єлисаветграда (І. Карпенко-Карий, В. Ястребов, О. Михайлович та ін.). Товариство опікувалося сирітським будинком, бідними учнями, створило комітет народного здоров'я, проводило культурно-освітні заходи у селах.